# Cyperus microumbellatus
Cyperus microumbellatus är en halvgräsart som beskrevs av Kaare Arnstein Lye. Cyperus microumbellatus ingår i släktet papyrusar, och familjen halvgräs. IUCN kategoriserar arten globalt som akut hotad. Inga underarter finns listade i Catalogue of Life.